# Cellaria
Cellaria är ett släkte av mossdjur som beskrevs av Ellis och Daniel Solander 1786. Cellaria ingår i familjen Cellariidae.
Släktet Cellaria indelas i:
- Cellaria anceps
- Cellaria atlantida
- Cellaria aurorae
- Cellaria australis
- Cellaria bassleri
- Cellaria bicornis
- Cellaria clavata
- Cellaria complanata
- Cellaria cookae
- Cellaria coronata
- Cellaria demissa
- Cellaria diffusa
- Cellaria diversa
- Cellaria elongata
- Cellaria elongatoides
- Cellaria fistulosa
- Cellaria granulata
- Cellaria harmelini
- Cellaria hirsuta
- Cellaria humilis
- Cellaria immersa
- Cellaria incula
- Cellaria japonica
- Cellaria magnimandibulata
- Cellaria malvinensis
- Cellaria mandibulata
- Cellaria mitrata
- Cellaria moniliorata
- Cellaria normani
- Cellaria obliquidens
- Cellaria paradoxa
- Cellaria parafistulosa
- Cellaria praelonga
- Cellaria punctata
- Cellaria rigida
- Cellaria sagittula
- Cellaria salicornia
- Cellaria salicornioides
- Cellaria scoresbyi
- Cellaria sinuosa
- Cellaria sobrinoi
- Cellaria squamosa
- Cellaria tecta
- Cellaria tenuirostris
- Cellaria triangulata
- Cellaria variabilis
- Cellaria veleronis